# 那覇ヘリコプター空輸隊
那覇ヘリコプター空輸隊（なはヘリコプターくうゆたい、JASDF Naha Helicopter Airlift Squadron）は、航空自衛隊航空総隊航空救難団隷下のヘリコプター空輸部隊。CH-47J輸送ヘリコプターを運用する飛行隊として1992年（平成04年）に那覇基地で新編された。
主にレーダーサイト等への人員、物資輸送、いわゆる端末輸送任務を担っている。

## 概要
那覇ヘリコプター空輸隊は航空自衛隊3番目のヘリコプター空輸飛行隊として、1992年（平成04年）3月31日に沖縄県那覇基地で編成された。

## 沿革
- 1992年（平成04年）3月31日 - 那覇基地にて那覇ヘリコプター空輸隊編成[2]。
- 2006年（平成18年） - 第1回空輸戦技競技会優勝[3]。
- 2014年（平成26年）2月3日 - 第6回空輸戦技競技会優勝[4]。
- 2017年（平成29年）3月1日 - 第7回空輸戦技競技会優勝[5]。
- 2018年（平成30年）3月6日 - 沖永良部島分屯基地のヘリポートへ着陸中のCH-47Jから後部カーゴドアの脱落事故が発生[6]。

## 歴代運用機
- 輸送ヘリコプター
  - CH-47J（1992年～）